# San Martino a Sezzate

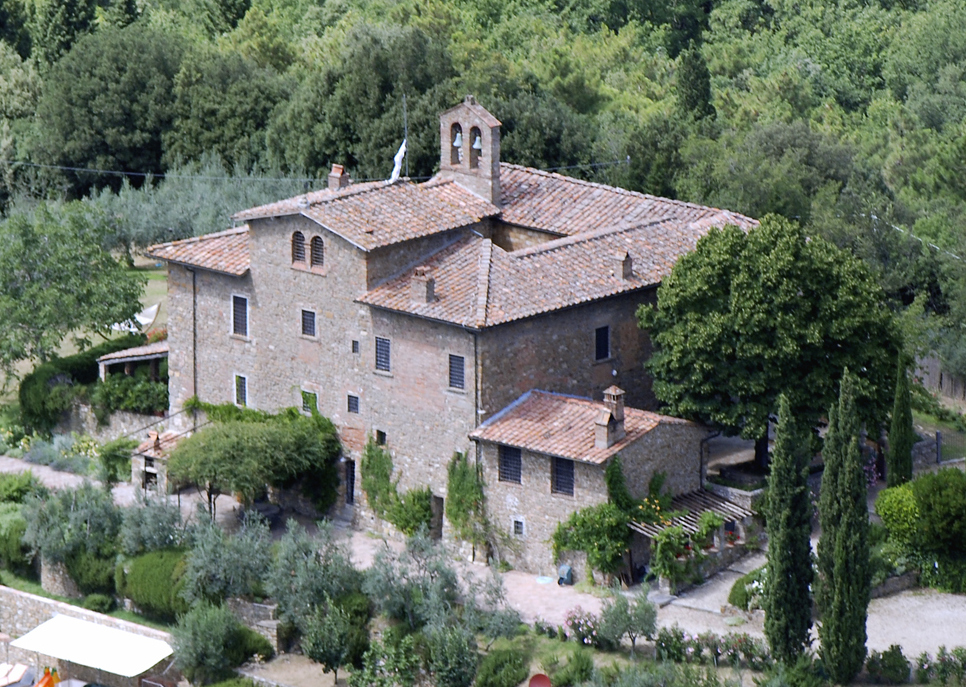
San Martino a Sezzate

San Martino a Sezzate ist eine dem heiligen Martin geweihte Kirche am nordöstlichen Ausgang des toskanischen Örtchens Sezzate, einem Teil der Gemeinde Greve in Chianti. Sie überragt auf ihrer strategisch günstigen Position am südlichen Ausgang des Cintoia-Tales die sich nach Florenz ausbreitende Ebene des nördlichen Chianti.

## Geschichte

### Etruskische Siedlungsspuren
Bereits im ersten Jahrtausend vor Christus lässt sich in unmittelbarer Nähe der Kirche eine etruskische Siedlung nachweisen, die unter dem Namen „Munius“ überliefert ist. In der nachfolgenden Römerzeit übernahm diese Stelle eine wichtige militärische Funktion, überschritt hier doch die von Rom nach Norden führende Heeresstraße „Via Cassia“ den nach Westen vorgelagerten Höhenrücken, um sich dann dem Valdarno zu nähern. Reste der alten Römerstraße begrenzen das Grundstück nach Osten und sind heute noch zu besichtigen.

### Mittelalter
Obwohl der Name „Sezzate“ auf eine langobardische Gründung aus dem 7. Jahrhundert hindeutet, finden sich erst im 12. Jahrhundert ausdrückliche urkundliche Erwähnungen. Seinerzeit gehörte die Kirche zum unterhalb gelegenen „Castello di Sezzate“, einem typisch mittelalterlichen Wehrbau, der ursprünglich von einem eigenen Burgdorf umgeben war. Die damaligen Herren, die Florentiner Familie Alamanni, zählten zur kaisertreuen Fraktion der Ghibellinen, einer politischen Gruppierung, die sich in der Auseinandersetzung zwischen dem deutschen Kaiser und dem Papsttum der imperialen Seite zuneigten. 1198 wurde hier die „Lega Toscana“, ein Zusammenschluss der Stadt Florenz mit einigen Orten des Chianti-Gebietes, ausgerufen. Die Grenze des Heiligen Römischen Reiches Deutscher Nation, d. h. die Südgrenze der Reichsgrafschaft Tuscien, verlief bis in die zweite Hälfte des 14. Jahrhunderts ca. 100 km südlich von Sezzate, in einem Bereich, in dem später auch die heftigsten Auseinandersetzungen zwischen päpstlichen und kaiserlichen Truppen stattfinden sollten.
In der Folgezeit wurde San Martino an die Familie der Conti Guidi übertragen, die als kaiserliche Statthalter seit dem 13. Jahrhundert zunehmend in die Kämpfe zwischen Guelfen und Ghibellinen involviert waren. 1249 konnte das abtrünnige Florenz durch kaiserliche Truppen erobert und die Guelfen zum Verlassen der Stadt gezwungen werden. Doch der Sieg war nur von kurzer Dauer. Erst durch die Schlacht von Montaperti 1251 konnten die guelfischen Truppen geschlagen werden. Im Zuge dieser Auseinandersetzungen erlitt das Castello di Sezzate schwere Schäden, während die Kirche San Martino weitgehend verschont blieb. Am Ende des 13. Jahrhunderts setzten sich in Florenz erneut die Guelfen durch, nur in den umliegenden Landbezirken konnten sich die aristokratischen Ghibellinen behaupten.
Im 15. Jahrhundert fiel San Martino an die berühmte Florentiner Familie der Bardi, die um 1600 unter ihrem Patronat die Kirche ausbauen und neu gestalteten ließen. Seitlich des Hauptaltares erinnern noch heute die Inschriften an die Stiftungen des Scipione Jacopo di Bardi (links: „Herr Scipio Jacobus di Bardi hat für den hochwürdigsten Sankt Martin von der Kirche in Setiata 90 Dukaten zum Gebrauch an seiner Kirche gestiftet, AD 1593“; rechts: „Johannes Battista Anchini, Patron dieser Kirche, hat dafür gesorgt, dass dieser fast auseinander gebrochene und vom Alter verbrauchte Altar mit den Geldern des Herrn Scipio wiederhergestellt wurde. AD 1605“).
Die Wappen der Alamanni, Guidi und Bardi befinden sich heute im Willkomm und im Convents-Saal.
Die Bedeutung der kleinen Kirche San Martino in diesen Zeiten darf nicht unterschätzt werden. Die alte Römerstraße war noch immer die wichtigste Verbindungslinie zwischen Florenz und Siena, da die heute üblichen Talverbindungen damals noch nicht erschlossen waren oder aus taktischen Gründen nicht genutzt wurden. An San Martino kam man also nicht vorbei. Wie auf alten topographischen Stichen nachgewiesen, war das kleine Gotteshaus außerdem bis zum Ende des 16. Jahrhunderts eine von lediglich fünf Landkirchen, die sich außerhalb der Städte Florenz und Siena befanden.

### Besitzwechsel
Im Jahre 2014 wurde die Kirche San Martino sowie das dazugehörige Anwesen von der Münchner Livia Group erworben. Die Gruppe ist eine unabhängige Industrieholding sowie die private Investmentgesellschaft von Peter Löw. Das gesamte Anwesen von San Martino a Sezzate, welches neben der katholischen Kirche aus einem Wohntrakt und Olivenhainen mit einer Fläche von 15 ha besteht, wurde aufwendig saniert und restauriert.

## Bauwerke und Ausstattung
Die Kirche San Martino zeichnet sich durch eine einfache einschiffige Bauweise aus, wobei die Sakristei hinter dem eigentlichen Altar gelegen und durch eine bogenförmige Öffnung mit dem Kirchenschiff verbunden ist. Die Kirche wurde im Laufe der Zeit mehrfach umgestaltet, was insbesondere an den halbkreisförmigen Fenstern des ausgehenden 18. Jahrhunderts augenfällig wird.

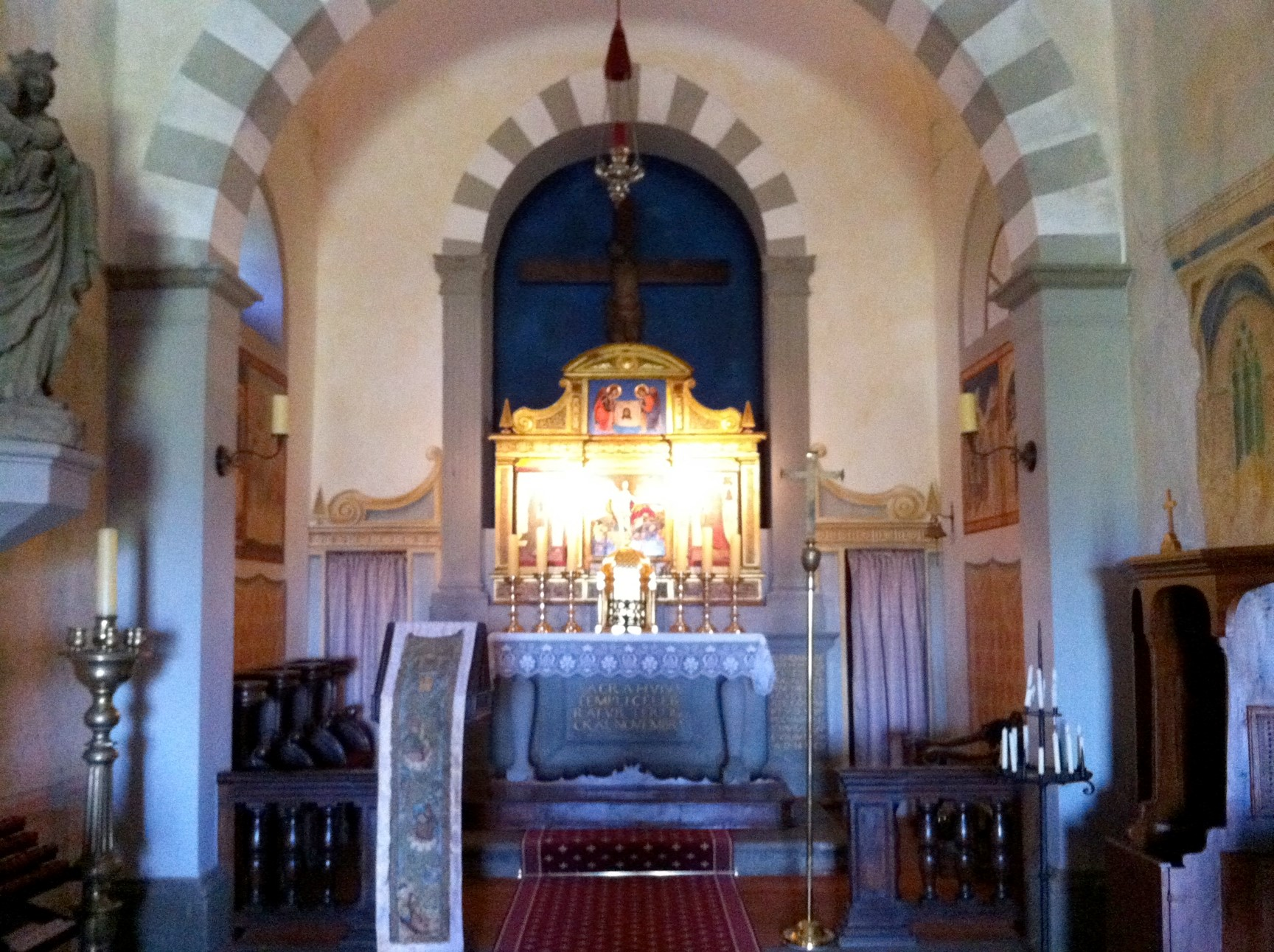
Ostwand mit Kreuz und Hochaltar, San Martino a Sezzate

In den Seitenaltären befanden sich ursprünglich zwei Gemälde aus der Zeit des Patronats der Bardi, also der späten Renaissance bzw. des Frühbarocks, wobei sich heute das bedeutendere, nämlich die „Madonna mit Kind zwischen dem heiligen Antonius Abbas und der heiligen Lucia“, ein florentinisches Werk der ersten Jahrzehnte des 16. Jahrhunderts, im Museo di San Francesco in Greve in Chianti befindet. Das der florentinischen Schule des frühen 17. Jahrhunderts zuzuschreibende Gemälde „Presentazione di Gesú al Tempio“ des südlichen Seitenaltares, gestiftet vom Bardi-Neffen Giovan Battista Anchini, befindet sich heute ebenfalls in Museumsbesitz. Auch andere wichtige Gegenstände der alten Kirchenausstattung sind im Laufe der Zeit umplatziert worden. Erwähnt sei u. a. eine wertvolle Kasel des 17. Jahrhunderts, auf der die Wappen der Familien Bardi und Strozzi aufgestickt sind, die sich heute im Museo di Arte Sacra in Greve in Chianti befindet.
Die fehlenden Gegenstände konnten inzwischen weitgehend durch Originale aus der Zeit ergänzt oder ersetzt werden.
An der Ostwand befindet sich ein übergroßes Kreuz, das als Basis für einen gotischen Torso Christi des späten 13. Jahrhunderts dient. Die emotionale Haltung des Kopfes wird durch die überwiegend originale Bemalung der gesamten Figur eindrucksvoll unterstrichen. Hier wird der kunstgeschichtliche Übergang vom triumphierenden zum leidenden Antlitz Christi sichtbar.

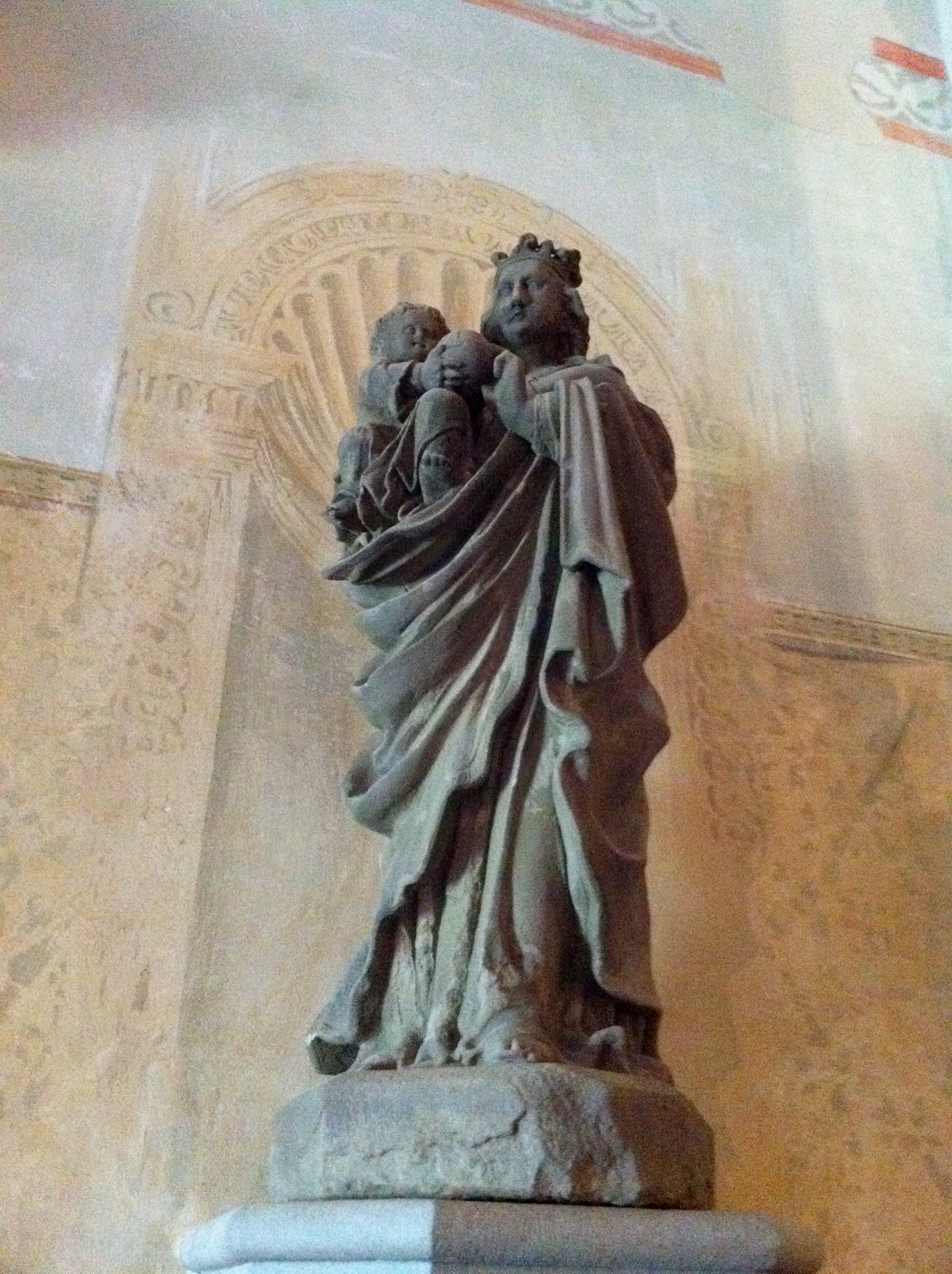
Gotische Steinmadonna, San Martino a Sezzate

Davor als eigentliche Begrenzung des Kirchenraumes präsentiert sich der manieristische Hochaltar aus dem frühen 17. Jahrhundert, der die für Florenz typische Goldbemalung auf lapislazuliblauem Grund sowie zahlreiche Grotesken und figürliche Darstellungen in lasierender Malweise aufweist. Jeweils zur Rechten und zur Linken auf den Seitenflügeln sind die auf punziertem Goldgrund gesetzten gotischen Figuren des alttestamentarischen Königs Salomo und des heiligen Martin als Bischof von Tours, beide um 1500 geschaffen, zu sehen. Sie rahmen eine fast surrealistische Darstellung des auferstehenden Christus ein. Das Tafelbild vom Anfang des 16. Jahrhunderts hat die goldgrundige Malauffassung sakraler Werke bereits verlassen und kann mit der räumlichen Wirkung des „Sfumato“ als typisches Werk der flämischen Renaissance, die im florentinischen Raum weite Verbreitung gefunden hat, angesehen werden. Darüber befindet sich eine neuzeitliche Nachahmung eines Werkes Massaccios.
Vor der seitlichen gotischen Steinmadonna aus dem 14. Jahrhundert ist am nördlichen Seitenaltar eine Darstellung der Maria mit dem heiligen Dominikus sowie Assistenzfiguren des frühen 17. Jahrhunderts zu sehen. Gegenüber auf der Südseite zeigt sich eine Darstellung des heiligen Martin als „Cavaliere“. Hierbei handelt es sich nicht nur um eine bedeutende florentinische Darstellung des 15. Jahrhunderts, die dem Maler Mariotto Albertinelli zugeschrieben wird, die ritterliche Darstellung mit Pferd war insbesondere in den kriegerischen Zeiten des späten Mittelalters beliebt, sollte sie doch in idealisierender Weise die Vorbildfunktion des Kriegers als Vollstrecker des Willens Gottes verherrlichen.
Der übrige Kirchenraum ist mit Fragmenten einer Freskobemalung mit Szenen aus dem Leben des heiligen Martin ausgestattet.
Der Kirchenschatz aus dem 12. bis 15. Jahrhundert schließlich, bestehend aus romanischem Kelch, gotischer Monstranz und Patene, spiegelt die transzendente Lebensausrichtung und religiöse Verehrung wider, die in der Kirche San Martino ihr geistiges Zentrum fand.